# El Tumbador
El Tumbador es un municipio de la República de Guatemala que se encuentra en el suroeste del país, en el departamento de San Marcos. Contaba con 49,499 habitantes de acuerdo al censo de población de 2018.
Su población está compuesta principalmente por personas de la etnia mam, que hablan su propio idioma, el mam. La localidad fue fundada en 1878.

## Geografía física

### Clima
El Tumbador tiene clima tropical (Köppen: Am).
| Parámetros climáticos promedio de El Tumbador | Parámetros climáticos promedio de El Tumbador | Parámetros climáticos promedio de El Tumbador | Parámetros climáticos promedio de El Tumbador | Parámetros climáticos promedio de El Tumbador | Parámetros climáticos promedio de El Tumbador | Parámetros climáticos promedio de El Tumbador | Parámetros climáticos promedio de El Tumbador | Parámetros climáticos promedio de El Tumbador | Parámetros climáticos promedio de El Tumbador | Parámetros climáticos promedio de El Tumbador | Parámetros climáticos promedio de El Tumbador | Parámetros climáticos promedio de El Tumbador | Parámetros climáticos promedio de El Tumbador |
| Mes                                           | Ene.                                          | Feb.                                          | Mar.                                          | Abr.                                          | May.                                          | Jun.                                          | Jul.                                          | Ago.                                          | Sep.                                          | Oct.                                          | Nov.                                          | Dic.                                          | Anual                                         |
| --------------------------------------------- | --------------------------------------------- | --------------------------------------------- | --------------------------------------------- | --------------------------------------------- | --------------------------------------------- | --------------------------------------------- | --------------------------------------------- | --------------------------------------------- | --------------------------------------------- | --------------------------------------------- | --------------------------------------------- | --------------------------------------------- | --------------------------------------------- |
| Temp. máx. media (°C)                         | 28.7                                          | 29.0                                          | 29.9                                          | 30.0                                          | 29.6                                          | 28.4                                          | 29.0                                          | 29.2                                          | 28.3                                          | 28.3                                          | 28.4                                          | 28.6                                          | 29                                            |
| Temp. media (°C)                              | 22.6                                          | 22.9                                          | 23.6                                          | 24.0                                          | 23.9                                          | 23.2                                          | 23.4                                          | 23.5                                          | 23.1                                          | 23.1                                          | 22.9                                          | 22.8                                          | 23.3                                          |
| Temp. mín. media (°C)                         | 16.6                                          | 16.8                                          | 17.3                                          | 18.1                                          | 18.3                                          | 18.0                                          | 17.8                                          | 17.9                                          | 17.9                                          | 17.9                                          | 17.5                                          | 17.0                                          | 17.6                                          |
| Precipitación total (mm)                      | 47                                            | 58                                            | 121                                           | 260                                           | 536                                           | 724                                           | 513                                           | 543                                           | 747                                           | 618                                           | 187                                           | 76                                            | 4430                                          |
| Fuente: Climate-Data.org                      |                                               |                                               |                                               |                                               |                                               |                                               |                                               |                                               |                                               |                                               |                                               |                                               |                                               |

### Ubicación geográfica
El Tumbador se encuentra en el departamento de San Marcos y está rodeado por municipios del mismo:
- Norte: El Rodeo, San Rafael Pie de la Cuesta, Esquipulas Palo Gordo y San Pedro Sacatepéquez (San Marcos)
- Sur: Pajapita y Nuevo Progreso
- Este y sureste: Nuevo Progreso
- Sureste: Nuevo Progreso
- Oeste: Catarina
- Noroeste: El Rodeo[5]

| Noroeste: El Rodeo | Norte: El Rodeo San Rafael Pie de la Cuesta Esquipulas Palo Gordo |                         |
| Oeste: Catarina    |                                                                   | Este: Nuevo Progreso    |
|                    | Sur: Pajapita Nuevo Progreso                                      | Sureste: Nuevo Progreso |

## Gobierno municipal
Los municipios se encuentran regulados en diversas leyes de la República, que establecen su forma de organización, lo relativo a la conformación de sus órganos administrativos y los tributos destinados para los mismos.  Aunque se trata de entidades autónomas, se encuentran sujetos a la legislación nacional y las principales leyes que los rigen desde 1985 son:
| N.º | Ley                                                | Descripción |
| --- | -------------------------------------------------- | --- |
| 1   | Constitución Política de la República de Guatemala | Tiene una regulación legal específica para los municipios en los artículos 253 al 262. |
| 2   | Ley Electoral y de Partidos Políticos              | Ley de carácter constitucional aplicable a los municipios en el tema de la conformación de sus autoridades electas. |
| 3   | Código Municipal                                   | Decreto 12-2002 del Congreso de la República de Guatemala. Tiene la categoría de ley ordinaria y contiene preceptos generales aplicables a todos los municipios, e inclusive contiene legislación referente a la creación de los municipios.             |
| 4   | Ley de Servicio Municipal                          | Decreto 1-87 del Congreso de la República de Guatemala. Regula las relaciones entra la municipalidad y los servidores públicos en materia laboral. Tiene su base constitucional en el artículo 262 de la constitución que ordena la emisión de la misma. |
| 5   | Ley General de Descentralización                   | Decreto 14-2002 del Congreso de la República de Guatemala. Regula el deber constitucional del Estado, y por ende del municipio, de promover y aplicar la descentralización y desconcentración económica y administrativa.                                |

El gobierno de los municipios de Guatemala está a cargo de un Concejo Municipal mientras que el código municipal —ley ordinaria que contiene disposiciones que se aplican a todos los municipios— establece que «el concejo municipal es el órgano colegiado superior de deliberación y de decisión de los asuntos municipales […] y tiene su sede en la circunscripción de la cabecera municipal». Por último, el artículo 33 del mencionado código establece que «[le] corresponde con exclusividad al concejo municipal el ejercicio del gobierno del municipio».
El concejo municipal se integra con el alcalde, los síndicos y concejales, electos directamente por sufragio universal y secreto para un período de cuatro años, pudiendo ser reelectos.
Existen también las Alcaldías Auxiliares, los Comités Comunitarios de Desarrollo (COCODE), el Comité Municipal del Desarrollo (COMUDE), las asociaciones culturales y las comisiones de trabajo. Los alcaldes auxiliares son elegidos por las comunidades de acuerdo a sus principios y tradiciones, y se reúnen con el alcalde municipal el primer domingo de cada mes, mientras que los Comités Comunitarios de Desarrollo y el Comité Municipal de Desarrollo organizan y facilitan la participación de las comunidades priorizando necesidades y problemas.
Los alcaldes que ha habido en el municipio son:
- 2016-2020: Augusto Echeverría

## Turismo
El Tumbador es reconocido como un lugar «alegre, sano y pintoresco», tanto sus costumbres como tradiciones hacen que este municipio sea visitado frecuentemente por turistas y vecinos de la región. Entre las actividades que acostumbran realizar se pueden mencionar procesiones, excursiones al mirador de la finca Agrícola Nueva Granada, como también a los volcancitos (El Tablero), la quema del castillo, convites, así como actividades culturales, deportivas y religiosas.

## Economía
Sus principales actividades económicas son la agricultura y la ganadería. Se cultiva principalmente café, azúcar de caña, judías, mandioca, frutas y especias como el cardamomo y la macadamia. Se cría ganado bovino, ovino, equino y caprino. Es uno de los municipios a Nivel Nacional mayor productor de café.

## Fiestas
Sus fiestas se celebran en honor de los Reyes Magos entre el 3 y el 6 de enero.